# Lysn
Lysn ist ein 2008 gegründetes Projekt neuer Improvisationsmusik, das dem Ambient und Dark Jazz zugeordnet wird.

## Geschichte
Lysn wurde von und um den Trompeter und Keyboarder Hilary Jeffery gegründet. Das vormalige Mitglied von The Kilimanjaro Darkjazz Ensemble und The Mount Fuji Doomjazz Corporation zog für die Aktivität mit Lysn verschiedene Musiker hinzu. In einer freien Improvisation nahm das Projekt 2008 im LoveLite Studio in Berlin unter der Aufnahmeleitung von Jochen Ströh das Debüt Ecstatic Landing auf, das 2012 über das russische Label Aquarellist veröffentlicht wurde.

## Stil
Die Musik von Lysn wird von Aquarellist dem Ambient und Dark Jazz zugeordnet. Lysn arrangiert vornehmlich Soundflächen mit Einflüssen aus Drone Doom, Dub und Psychedelia im Kontext einer minimalen psychedelischen Musik, die von knarrend leisen Klangflächen bis hin zu physisch beeinflussender Lautstärke variiert. Das Ergebnis wird als minimalistisch, psychedelisch und meditativ beschrieben.

## Diskografie
- 2012: Ecstatic Landing (Album, Aquarellist)